# Spirularia
Spirularia den Hartog, 1977 è un ordine di coralli della sottoclasse Ceriantharia.

## Descrizione
Questi antozoi risiedono in tubi pergamenacei parzialmente immersi nel substrato sabbioso, e hanno due ordini di tentacoli, con i tentacoli esterni molto più lunghi di quelli interni.

## Tassonomia
L'ordine comprende due famiglie:
- Botrucnidiferidae Carlgren, 1912
- Cerianthidae Milne-Edwards & Haime, 1852